# Anoteropsis urquharti
Anoteropsis urquharti là một loài nhện trong họ Lycosidae.
Loài này thuộc chi Anoteropsis. Anoteropsis urquharti được Eugène Simon miêu tả năm 1898.